# Otradovec

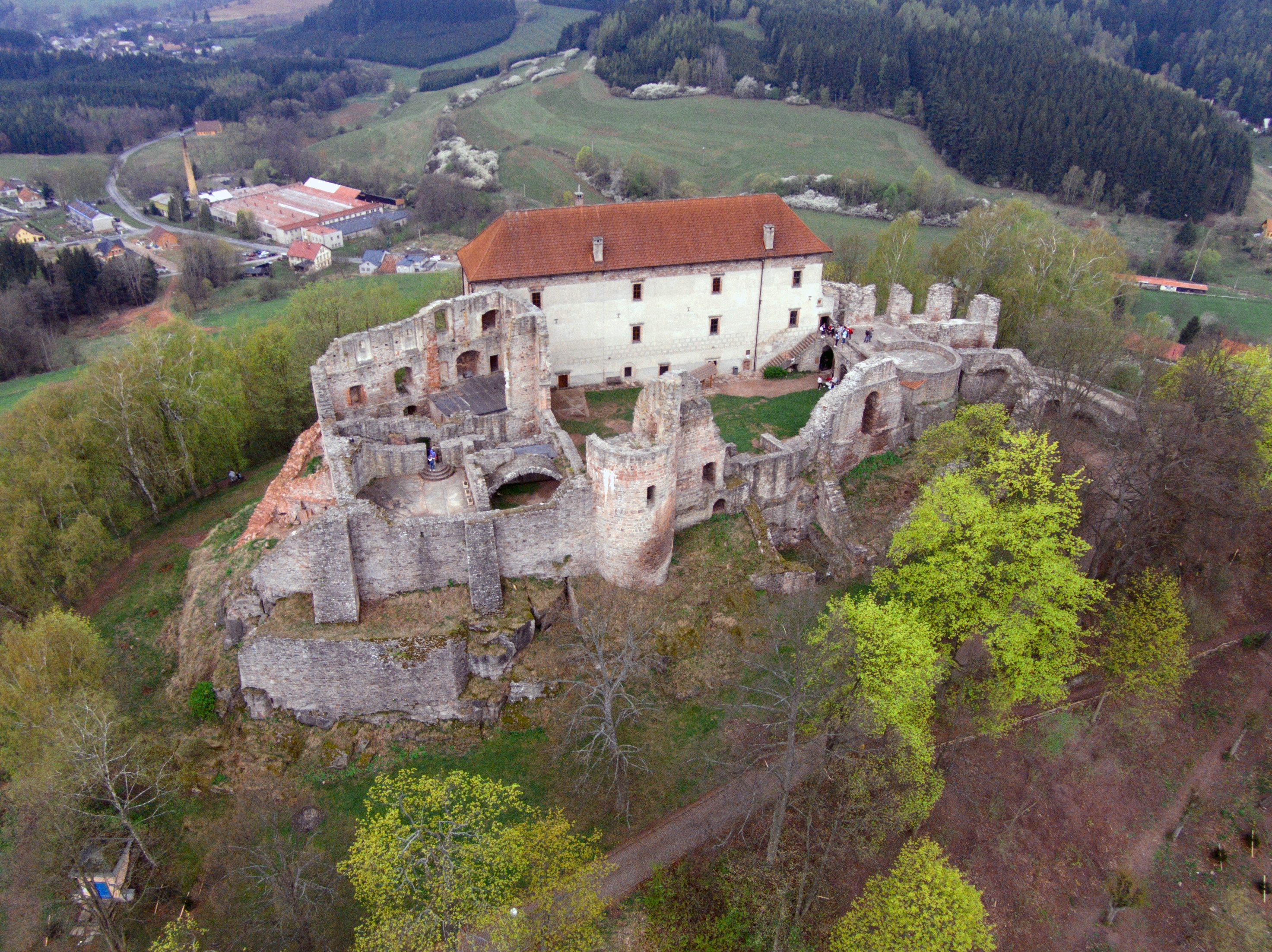
Hrad Pecka byl sídlem Škopků z Bílých Otradovic

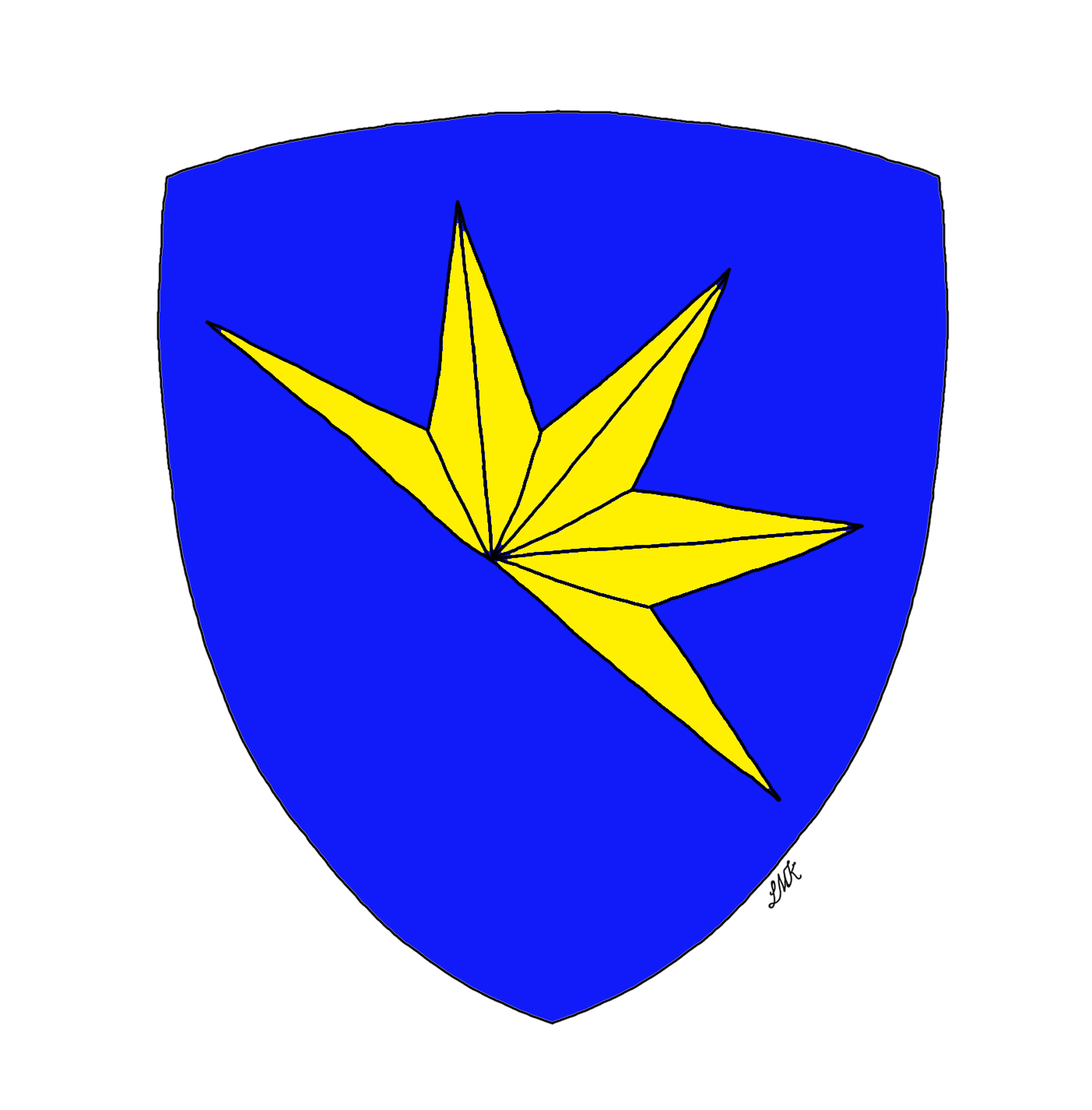
Rekonstrukce erbu svobodnického rodu Otradovců z Otradova

Otradovec je příjmení českého původu. Jeho nejstarším nositelem byl zřejmě vladyka Otrad, zakladatel Červených Otradovic. Osobní jméno Otrad je hojně doloženo a významem se rovnalo jménu Nerad (z příslovce nerad = s nechutí, z přinucení). Příjmení se uvádí již v roce 1396 u Jana Otrada, zvaného Otradovec. Pro svou složitost bývá někdy komoleno do forem: v ČR Votradovec či Vodradovetz, v USA Otradoveck, Otradovic, Otradovek, Otradouec, Otradowes, Otradevic, Otradowik, Otrodowiczs, a Ottradovetz v Rakousku a Německu. Vyskytuje se také podobné příjmení Otradovský či Otradovská, které bylo zřejmě dáváno lidem z Otradova či Otradovic.  

## Statistika
V roce 2021 bylo v ČR 213 osob s příjmením Otradovec. Nejvíce ve Středočeském kraji – 78, z toho 43 v benešovském okrese. Dále 207 osob bylo s příjmením Otradovcová. Variantu „Votradovec“ nosilo 7 osob a „Votradovcová“ 8 osob. U všech variant byla největší koncentrace na území obce s RP – Votice.
Kromě ČR žilo v roce 2021 několik nositelů těchto jmen i v dalších zemích. Na Slovensku v Považské Bystrici, v Dubnici nad Váhom, Levoče. Zřejmě největší počet krajanů je v USA, přičemž třetina všech Otradovců v USA žije ve státě Wisconsin. Významnější počet osob je v Marylandu a Missouri, menší pak ve státě Illinoa a Californie. V celých USA se jedná o 387 osob, tedy obdobný počet jako v ČR. Jednotky osob se nachází i v Kanadě, Rakousku, Velké Británii a Kambodži. V Německu a Rakousku převládá varianta „Ottradovetz“.

## Významní nositelé
- Domahost z Otradova - podle V. Hájka z Libočan vyslanec knížectví Českého k císaři Fridrichu Barbarossa v roce 1182, historik V. Flajšhans pokládá jméno za vymyšlené.[9] Pozdější Rožmberská kronika opata Norberta jej uvádí též.[10]
- klerik Štěpán, syn Otradův z Vitamovic – farář v Bedřichovicích od 3. června 1361.[11]
- Mikeš z Otradova - jeden z nejstarších zaznamenaných nositelů přídomku "de Otradowa". Obyvatel dnešní pražské ulice 28. října v roce 1380.[12][13]
- Jan Otrad z Vitanovic – šlechtic a poprávce kraje Kouřimského.[14]
- Jan Otrad z Malovar (dnes část obce Velvary) - poprávce [15]
- František Otradovec – kovářský mistr v Komíně u Brna
- Mikuláš Škopek z Bílých Otradovic – český renesanční šlechtic, majitel peckovského panství.[16]
- František Otradovec - padlý strážmistr během Pražského povstání.[17]
- Antonín Otradovec – poslanec Národního shromáždění ČSR
- Doc. MUDr. Jiří Otradovec, CSc. – československý neurooftalmolog
- P. Ludvík Otradovec SDB – římskokatolický kněz, člen řádu saleziánů, vězněn komunistickým režimem v koncentračním táboře v Oseku u Duchcova.[18]
- Vladimír a Stanislav Otradovcové – podnikatelé ve zpracování kovů.[19]
- Tomáš Jan Otradovec – bývalý brněnský zastupitel za TOP09

## Otradové z Vitanovic
Rod Otradů z Vitanovic je doložen už v roce 1361, kdy se Štěpán Otrad stal farářem v Bedřichovicích. Další zmíňka je o třech generacích Janů Otradů z Vitanovic, kdy Jan I. koupil se Štěpánem, farářem vožickým od Václava ze Střelítova několik kmetcích dvorců v Damněnicích. Jelikož se mu zřejmě dařilo, přikoupil v roce 1403 Vrcholtovice. Po smrti Jana II. král Ladislav přiřknul příjem z Daměnic, Pravětic a Podolí Janu III. Otradovi, se kterým se o toto dědictví přela obec vožická a za vlády krále Jiřího z Poděbrad v roce 1460 došlo k soudu.  Také Jan Otrad avšak z Otradovic je zmiňován jako patron, který prosadil za faráře v Petrovicích v roce 1402 Jana Mašovce.

## Heraldika
Znakem rodu Otradovů z Vitanovic byly dva rozpjaté bůvolí rohy. V roce 1378 měli za klenot květinu o pěti lupenech nebo poloviční hvězdu, na pečeti také půl hvězdy s pěti špicemi. Pečetidlo Jana Otrada s květinou bylo z Archivu Národního muzea zcizeno v květnu 1995. Jan Otrad měl v roce 1400 na štítě dvě takové půlhvězdy obrácené špičkami ven.
U Hynka z Otradic se uvádí v roce 1397 na erbu dvě sekery. Svatbové z Otradovic měli také dvě zbraně, avšak kopí křížem přeložená. Škopkové z Otradovic měli na štítě škopek s tyčí skrze ucha prostrčenou, barevně se uvádí ve dvou variantách - zlaté na modrém nebo zlaté na červeném. Albrecht Nedražický z Otradovic měl na štítě i náhrobku dvě zkřížené lopaty. 

## Legionáři
Seznam identifikovaných legionářů, nositelů tohoto jména:
- Antonín Otradovec (* 22. 7. 1895 Podolí, okr. Votice)
- Antonín Otradovec (* 9. 6. 1892)
- František Otradovec (* 31. 10. 1870 Praha)
- Jan Otradovec (* 26. 7. 1880 Milevsko, okr. Milevsko)
- Josef Otradovec (* 23. 1. 1891 Chotýšany, okr. Benešov)
- Josef Otradovec (* 31. 12. 1891 Čouš?, okr. Most)
- František Otradovský (* 22. 3. 1888 Chrudim)
- Karel Otradovský (* 28. 1. 1896 Grubine Polie, okr. Daruvar S. H. S., dnes Grubišno Polje v Chorvatsku)

## Padlí vojáci
Seznam nahlášených padlých vojaků z První světové války:
- Josef Otradovec z Vlašimi (* 1892 - +1916)[25]
- Ladislav Otradovec z Červeného Újezda, Sedlčany (* 1892 - +1916)[25]
- Václav Otradovec z Velkého Semtína, dnes Olbramovice, Sedlčany (* 1895 - +1916)[26]
- František Otradovec z Červeného Újezda, Sedlčany (* 1888 - +1916)[27]
- Josef Otradovec z Vlašimi (*1890 - +1914/1915)[28]
- Antonín Otradovec z Neustupova, Sedlčany (*1890 - +1917)[29]

## Obce

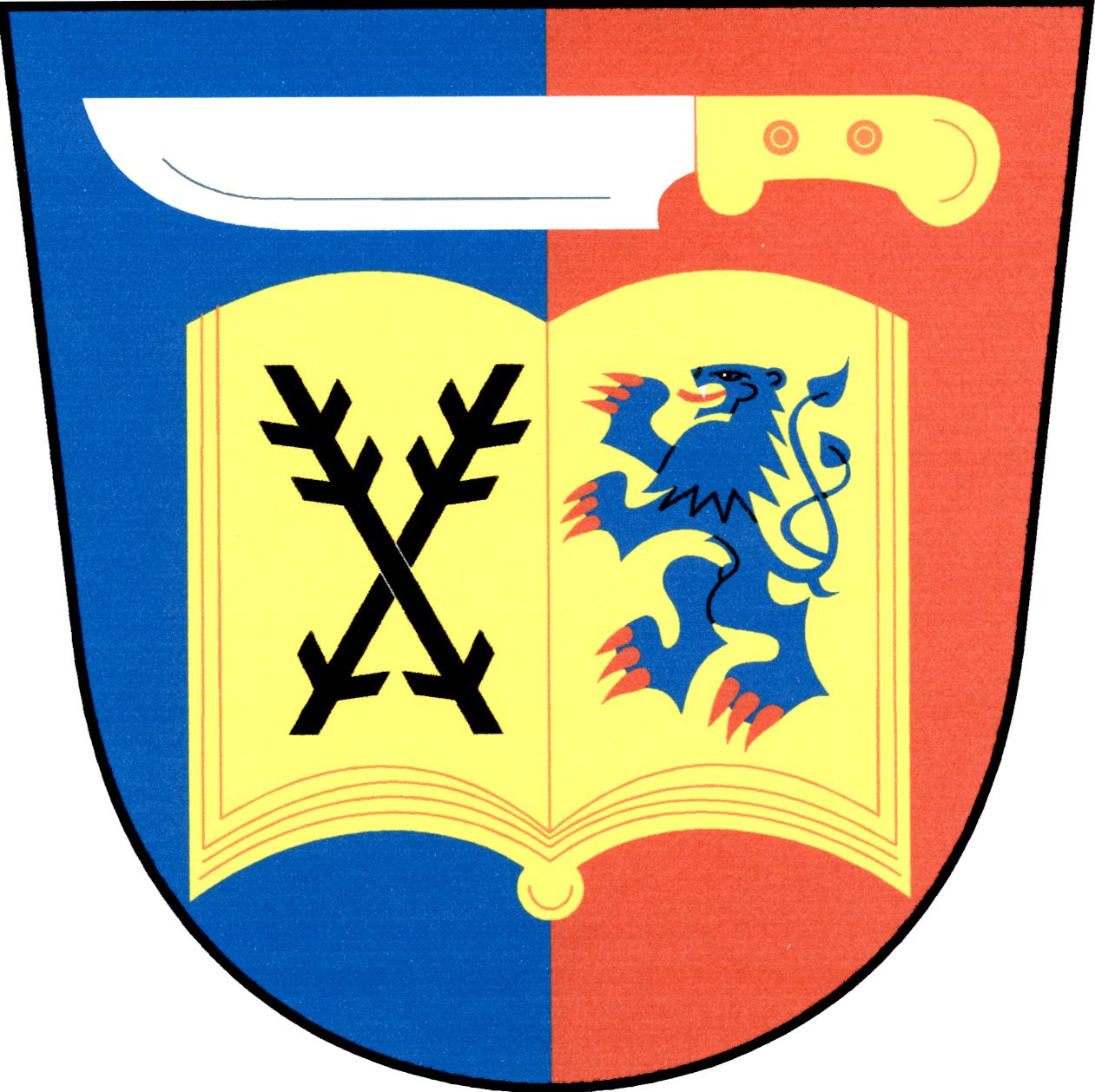
Znak obce Otradov, okres Chrudim

Na území ČR se nachází několik obcí souvisejícího názvu:
- Otradov – v okrese Chrudim. První písemná zmínka o obci pochází z roku 1349.  Od roku 1392 se jmenuje Otradov.[1]
- Otradov – svobodnická ves, část obce Zvěstov, okres Benešov.
- Červené Otradovice – část obce Jankov, okres Benešov.  První písemná zmínka o vesnici pochází z roku 1385.
- Otradovice – část obce Skorkov, okres Mladá Boleslav. První písemná zmínka o vesnici je z roku 1547.
- Bílé Otradovice – část obce Votice, okres Benešov. První písemná zmínka o vesnici pochází z roku 1378.
- Otradice – místní část Náměšti nad Oslavou. První písemná zmínka pochází z roku 1209.

Na území Ukrajiny se nachází obce:
- Otradovo u Charkova. Ukrajinsky Odradove.
- Otradovo u Oděsy. Ukrajinsky Odradove.